# Нордгальбен
Нордгальбен (нім. Nordhalben) — громада в Німеччині, розташована в землі Баварія. Підпорядковується адміністративному округу Верхня Франконія. Входить до складу району Кронах.
Площа — 21,92 км2. Населення становить 1642 ос. (станом на 31 грудня 2020).